# Лі (Массачусетс)
Лі (англ. Lee) — місто (англ. town) в США, в окрузі Беркшир штату Массачусетс. Населення — 5788 осіб (2020).

### Клімат
| Клімат : Лі                  | Клімат : Лі | Клімат : Лі | Клімат : Лі | Клімат : Лі | Клімат : Лі | Клімат : Лі | Клімат : Лі | Клімат : Лі | Клімат : Лі | Клімат : Лі | Клімат : Лі | Клімат : Лі | Клімат : Лі |
| Показник                     | Січ.        | Лют.        | Бер.        | Квіт.       | Трав.       | Черв.       | Лип.        | Серп.       | Вер.        | Жовт.       | Лист.       | Груд.       | Рік         |
| Середній максимум, °C        | −1,7        | 0,0         | 5,0         | 12,2        | 18,3        | 22,8        | 25,6        | 24,4        | 20,0        | 13,3        | 7,2         | 1,1         | 12,4        |
| Середній мінімум, °C         | −10,6       | −9,4        | −5,6        | 1,1         | 7,2         | 12,2        | 15,0        | 13,9        | 10,0        | 3,3         | −1,1        | −6,7        | 2,5         |
| Норма опадів, мм             | 99          | 95          | 109         | 111         | 114         | 124         | 121         | 115         | 111         | 128         | 114         | 111         | 1352        |
| ---------------------------- | ----------- | ----------- | ----------- | ----------- | ----------- | ----------- | ----------- | ----------- | ----------- | ----------- | ----------- | ----------- | ----------- |
| Джерело: The Weather Channel |             |             |             |             |             |             |             |             |             |             |             |             |             |

## Демографія
Згідно з переписом 2010 року, у місті мешкали 5943 особи в 2560 домогосподарствах у складі 1566 родин. Було 3056 помешкань
Расовий склад населення:
| - 94,4 % — білих - 1,7 % — азіатів - 1,0 % — чорних або афроамериканців - 0,2 % — корінних американців - 1,6 % — осіб інших рас |

До двох чи більше рас належало 1,1 %. Частка іспаномовних становила 4,4 % від усіх жителів.
За віковим діапазоном населення розподілялося таким чином: 18,5 % — особи молодші 18 років, 62,1 % — особи у віці 18—64 років, 19,4 % — особи у віці 65 років та старші. Медіана віку мешканця становила 45,4 року. На 100 осіб жіночої статі у місті припадало 92,5 чоловіків;  на 100 жінок у віці від 18 років та старших — 90,9 чоловіків також старших 18 років.
Середній дохід на одне домашнє господарство  становив 78 377 доларів США (медіана — 66 599), а середній дохід на одну сім'ю — 89 219 доларів (медіана — 84 034). Медіана доходів становила 44 575 доларів для чоловіків та 41 458 доларів для жінок. За межею бідності перебувало 8,0 % осіб, у тому числі 5,3 % дітей у віці до 18 років та 5,9 % осіб у віці 65 років та старших.
Цивільне працевлаштоване населення становило 2831 особа. Основні галузі зайнятості: освіта, охорона здоров'я та соціальна допомога — 30,7 %, роздрібна торгівля — 15,2 %, будівництво — 12,4 %, мистецтво, розваги та відпочинок — 11,2 %.